# Dynastie Shun
1644–1645
Entités précédentes :
- Dynastie Ming

Entités suivantes :
- Dynastie Qing

La dynastie Shun (chinois simplifié : 顺朝 ; chinois traditionnel : 順朝 ; pinyin : shùn cháo) est le nom désignant la période de transition entre les dynasties Ming et Qing de la Chine impériale. Elle est établie à Xi'an le 8 février 1644, le premier jour de l'année lunaire, par Li Zicheng, le chef d'une grande rébellion paysanne.
Li, cependant, ne porte que le titre de roi (chinois : 王 ; pinyin : wáng), et non d'empereur (chinois : 皇帝 ; pinyin : huáng dì). La prise de Pékin par les troupes Shun en avril 1644 marque la fin de la dynastie Ming, mais Li Zicheng ne parvient pas à consolider son contrôle politique et militaire sur le pays. A la fin mai 1644, il est vaincu lors de la bataille de la passe de Shanhai par une coalition regroupant les troupes du général Wu Sangui, un serviteur des Ming qui avait fait défection au profit des Mandchous, et l'armée de Dorgon, un puissant prince mandchou. Après s'être enfui à Pékin début juin, Li s'est finalement proclamé empereur de Chine avant de quitter la capitale à la hâte. L'éphémère « dynastie Shun » prend fin avec la mort de Li en 1645.
Après la création du Shun, Li Zicheng ordonne aux soldats de tuer les derniers fidèles et membres de la famille royale Ming encore présents à Pékin. Il en résulte une rébellion immédiate et un rejet de la dynastie Shun par les Ming du Sud, qui contrôlent le sud de la Chine. Entre le sud en révolte ouverte, la défaite face aux Mandchous et les ministres du Shun qui se battent constamment pour le pouvoir, la dynastie dure moins d'un an. 

## Généraux et Ministres
- Niu Jinxing (牛金星), chancelier
- Gu Jun'en (顧君恩)
- Li Yan (李岩)
- Song Xiance (宋獻策)
- Liu Zongmin (劉宗敏), général
- Yuan Zongdi (袁宗第)
- Tian Jianxiu (田見秀)
- Hao Yaoqi (郝搖旗), général
- Li Guo (李過), général
- Gao Jie (高傑), général
- Dame Gao (Gao Guiying) (高氏) (en) , épouse de Li Zicheng et général

## Pour approfondir
- Wakeman Frederic (1981). "The Shun Interregnum of 1644", in Jonathan Spence, et al. eds. From Ming to Ch’ing: Conquest, Region, and Continuity in Seventeenth-Century China. Yale University Press.